# Hans-Georg Mews
Hans-Georg Mews (* 25. Mai 1931 in Kolberg; † 28. Oktober 2010 in Bremen) war ein deutscher Pädagoge und Landesschulrat in Bremen.

## Biografie

### Familie, Ausbildung und Beruf
Mews war der Sohn eines Zimmermanns in einer Familie mit sechs Kindern. Er absolvierte in Kolberg die Grund- und die Mittelschule. Im Flüchtlingstreck erreichte die Familie 1945 zunächst Böhmen und erneut vertrieben dann Calbe an der Saale. Mit Arbeit in der Landwirtschaft trug er zunächst zum Familieneinkommen bei, bis er 1946/47 die Mittelschule in Calbe besuchte und danach die Karl-Marx-Oberschule, die er 1950 mit dem Abitur abschloss. Von 1950 bis 1953 folgte seine dreijährige Lehrerausbildung, verbunden mit vielen Zeiten, in denen er wegen des Lehrermangels bereits unterrichtete.
1953 musste er nach dem Aufstand vom 17. Juni fliehen und arbeitete dann bei der Moorkultivierung in Großmoor bei Celle. Nach einem erneuten Studium an der Pädagogischen Hochschule Bremen von 1953 bis 1956 und der 1. Lehrerprüfung war er Lehrer an der Schule an der Schleswiger Straße in Bremen - Walle. 1958 wechselte er an die Schule am Pulverberg in Walle; hier bestand er 1960 seine 2. Lehrerprüfung.
Mews war seit 1956 verheiratet und wohnte zuletzt in Bremen - Horn-Lehe, Ortsteil Lehe.

### Beim Bildungssenator
Von 1966 bis März 1967 war Mews pädagogischer Mitarbeiter beim Senator für das Bildungswesen unter Senator Moritz Thape (SPD), mit der Aufgabe, die Stellungnahmen zu einem neuen Grundschullehrplan auszuwerten. Erneut war er 1968/69 in die Planungsabteilung der Schulbehörde abgeordnet, um einen Schulentwicklungsplan zu entwerfen. 1969 erhielt er dann den Auftrag, die pädagogische Planung für die Gesamtschule Bremen-Ost (GSO) zu koordinieren; er war dann Leiter dieser Schule. Ab 1970 wirkte er zudem mit an einem Schulversuch zur Entwicklung der Zusammenarbeit von Grund- und Sonderschülern als Modellversuch an der Schule an der Dudweiler Straße.
1977 wurde er Leiter der Abteilung Schulplanung beim Senator für Bildung. Von 1980 bis 1992 war er Landesschulrat des Landes Bremen als Nachfolger von Horst Banse. Mews war der letzte Landesschulrat, danach wurde unter Senator Henning Scherf (SPD) diese Stelle des ranghöchsten Pädagogen nicht wieder besetzt. In seiner Zeit (unter den Senatoren Horst von Hassel (SPD), Horst Werner Franke (SPD) und Henning Scherf (SPD)) wurde die gesetzliche Ausarbeitung der neuen einheitlichen Bremer Lehrerausbildung (Stufenlehrer) und die Novellierung des Schul- und des Schulverwaltungsgesetzes betrieben.

## Mitgliedschaften
- 1954 bis 1973 Mitglied im Verein Bremer Lehrer und Lehrerinnen (VBLL); 1972/73 Vorsitzender des VBLL.
- Seit 1954 Mitglied der Gewerkschaft Erziehung und Wissenschaft (GEW). Von 1975 bis 1978 Stellvertretender Landesvorsitzender der GEW.
- Seit 1961 Vorsitzender des bremischen Schullandheimvereins Verdener Brunnen.
- Seit 1963 Mitglied der SPD und dort aktiv in seinem Ortsverein.
- 1973/74 Mitgründer und Vorsitzender des Verbandes Bremer Lehrer und Erzieher (VBLE).
- Mitglied Kreisvorstand des DGBs
- Mitglied im Gesamtpersonalrat der Stadt Bremen und im Rundfunkrat von Radio Bremen.
- 1984 Mitgründer des Bremer Schulmuseums
- 1992 bis 2000 Vorsitzender des Fördervereins Schulgeschichtliches Museum Bremen für die Schulgeschichtliche Sammlung Bremen; danach Ehrenvorsitzender.[2]